# SK8
SK8 (Nhật: SK∞ エスケーエイト Hepburn: Esu-Kē Eito, cách điệu SK∞, đọc là SK Eight) là một bộ anime truyền hình của Nhật Bản được sản xuất bởi Bones và phát sóng trên khối kênh ANiMAZiNG!!! của Asahi Broadcasting Group và kênh truyền hình TV Asahi từ ngày 10 tháng 1 năm 2021. Một spin-off manga hài được đăng trên website manga Young Ace Up từ ngày 11 tháng 1 năm 2021. Manga dựa theo anime được phát hành trên cửa hàng sách điện tử BookLive! từ ngày 5 tháng 3 năm 2021.

## Cốt truyện
Tại một khu mỏ bỏ hoang đã đóng cửa ở Okinawa, có một cuộc đua trượt ván của thế giới ngầm được gọi là "S", tổ chức vào lúc nửa đêm và chỉ những người có liên quan mới được tham gia. Trong số đó, cuộc quyết đấu được gọi là "Beef" được tổ chức từ trên đỉnh núi xuống khu nhà xưởng bỏ hoang dưới chân núi, được đông đảo khán giả xem rất nhiệt tình. Langa là một học sinh năm 2 cao trung chuyển trường từ Canada về, với đam mê trượt tuyết trước đó Langa bị cuốn hút bởi một chàng trai rất thích trượt ván là Reki. Được Reki dạy trượt ván từ những kỹ thuật cơ bản, họ đã trở thành những người bạn thân thiết, cùng nhau tham gia những giải thi đấu ở "S" và bị cuốn vào những cuộc đua nguy hiểm. Họ dần phát hiện ra bên trong còn có những điều rất nguy hiểm và làm quen thêm được skater tài năng cũng như là những skater thời kì đầu của "S". Nhưng Reki vẫn lo sợ cho Langa, cậu sợ Langa sẽ quá đam mê mà quên đi sự nguy hiểm rồi sẽ giống như người bạn trước đó của cậu. Một người yêu thích khám phá mạo hiểm và một người với suy nghĩ chơi là để vui, luôn lo lắng cho người bạn của mình, liệu tình bạn của họ có được bền lâu. Cùng với đó bức màn về cuộc đua trượt ván nguy hiểm giữa các Skater bắt đầu được vén lên.

## Nhân vật
Kyan Reki (喜屋武 暦) / Reki (レキ)
Lồng tiếng bởi: Hatanaka Tasuku
Là một thiếu niên học năm thứ hai trung học yêu thích trượt ván. Anh thường xuyên tham dự cuộc đua trượt ván ngầm "S" và là bạn thân của Langa Hasegawa, người đã tham gia cuộc đua với anh.
Reki có làn da trắng, hơi rám nắng với đôi mắt màu hổ phách và mái tóc nhọn màu đỏ hoang dại. Anh thường đeo một chiếc băng đô màu xanh Ai Cập với các chi tiết màu trắng và một chiếc vòng cổ tay màu đỏ. Anh có chiều cao trung bình và có vẻ ngoài thấp bé. Khuôn mặt của anh rất biểu cảm và dễ đọc. Thường nở một nụ cười hoặc một khuôn mặt ngớ ngẩn. Tương tự như vẻ ngoài của skater-boy, trang phục của anh bao gồm áo len hoặc áo nỉ nhiều lớp và kết hợp áo len/áo thun với quần baggy. Anh thường mặc một chiếc áo hoodie màu vàng trong những bộ trang phục nhiều lớp hoặc không có lớp. Chiếc áo len chính mà anh mặc phù hợp với chi tiết bảng của anh. Trang phục của anh thuộc kiểu văn hóa thời trang đường phố được gọi là phong cách trượt ván nghệ thuật.
Reki là một học sinh trung học vô tư. Thoạt nhìn, thật dễ dàng cho rằng tất cả những gì anh quan tâm là trượt ván, và mặc dù điều đó có phần đúng, nhưng anh cũng tỏ ra hứng thú với những thứ sáng tạo hơn như vẽ và thậm chí làm ván trượt từ đầu.
Hasegawa Langa (馳河 ランガ Hasegawa Ranga)
Lồng tiếng bởi: Kobayashi Chiaki
Được biết đến trong "S" với cái tên Snow (ス ノ ーSunō ? ), là một học sinh trao đổi vừa trở về từ Canada đến Okinawa. Bố anh là người Canada và mẹ anh là người Nhật. Anh bị cuốn vào "S", một cuộc đua trượt ván thế giới ngầm, cùng với Reki Kyan, và hai người nhanh chóng trở thành bạn thân. Không giống như Reki, Langa không có kinh nghiệm trượt ván, nhưng kiến thức về trượt ván tuyết đã giúp anh có một khởi đầu thuận lợi.
Langa có mái tóc dài vừa phải màu xanh da trời (được mô tả là "giống như tuyết") dài ngang tai và đôi mắt xanh. Anh cao hơn chiều cao trung bình, và cao hơn đáng kể so với Reki. Thông thường, anh mặc đồng phục trung học gồm quần đen, áo khoác vest màu vàng và áo sơ mi trắng cài cúc. Khi đi chơi với Reki, anh mặc quần áo rộng thùng thình bao gồm quần sẫm màu, áo khoác xanh và áo sơ mi màu xám, và cũng được xuất hiện trong một chiếc váy sơ mi trắng, quần jean bó và đồng phục học sinh màu đen hoàn toàn, luôn đi kèm với đôi giày thể thao màu tím.
Langa thường mang một biểu cảm trung tính hoặc đôi khi thậm chí khắc kỷ và khi nói, anh có xu hướng sử dụng ít từ nếu cần thiết. Ngay khi giới thiệu với các bạn cùng lớp, giáo viên của anh cần thúc giục Langa kể cho cả lớp biết nhiều hơn về bản thân ngoài tên của anh ra, và Langa nói thêm rằng anh đến từ Canada, điều này khiến cả lớp thích thú.
Chinen Miya (知念 実也 Chinen Miya) / Miya (ミヤ)
Lồng tiếng bởi: Nagatsuka Takuma
Một học sinh năm nhất sơ trung. Cậu có khả năng thực hiện các kỹ thuật khó một cách dễ dàng. Cậu đang tìm cơ hội để trở thành skater đại diện Nhật Bản tại quốc tế. Khi tham gia "S", cậu hay mặc một chiếc áo hoodie có tai mèo và quần short có đuôi. Cậu có một quá khứ không mấy vui vẻ khi bạn bè đã bỏ cậu vì quá tài năng trong trượt ván. Thích mèo và game.
Higa Hiromi (比嘉 広海) / Shadow (シャドウ Shadō)
Lồng tiếng bởi: Miyake Kenta
Higa Hiromi với cái tên là Shadow khi tham gia S. Anh là một skater thiên về sức mạnh. Anh là một trong những Skater thời kì đầu của S, cũng từng là bạn thân nhất của Cherry và Adam. Và với cá tính riêng của mình anh đã thu hút được rất nhiều người. Ngoài "S" ra anh còn làm người bán hoa vừa nhút nhát vừa tốt bụng.
Sakurayashiki Kaoru (桜屋敷 薫) / Cherry Blossom
Lồng tiếng bởi: Midorikawa Hikaru
Một người trượt ván với công nghệ cao "S", sở hữu mái tóc hồng và là một nhà thư pháp nổi tiếng với trí tuệ nhân tạo (Al). Được hỗ trợ bởi đối tác Al của mình, Carla, anh là một người trượt  ván bằng tính toán và lý thuyết. Là người bạn thời thơ ấu với Nanjo và thường cãi nhau với anh cứ mỗi khi cả hai gặp nhau.
Nanjō Kojirō (南城 虎次郎) / Joe (ジョー Jō)
Lồng tiếng bởi: Matsumoto Yasunori
Đối thủ của Sakurayashiki trong "S" cũng là chủ và là đầu bếp của một nhà hàng Ý. Anh có một tính cách vui vẻ và hoạt bát (mặc cho anh là một tên đào hoa đi chơi với gái) phong cách trượt ván của anh cũng năng động như cơ thể của anh vậy. Anh và Sakurayashiki là bạn từ nhỏ, cũng hay cãi nhau.
Shindō Ainosuke (神道 愛之介) / Adam (愛抱夢 Adamu)
Lồng tiếng bởi: Koyasu Takehito
Người sáng lập "S" và là một người trượt ván huyền thoại. Danh tính thực sự của anh là rất bí ẩn với những nhân vật trong anime. Bên dưới chiếc mặt nạ lấp lánh của mình, anh là một chính trị gia trẻ nối tiếng với quá khứ u buồn.
Kikuchi Tadashi (菊池 忠) / Snake (スネーク Sunēku)
Lồng tiếng bởi: Ono Kensho
Thư ký của Ainosuke. Là người đã dạy cho Ainosuke trượt ván khi còn bé. Trong "S", anh phụ trách quản lý camera quan sát trận đấu "S".
Oka Shōkichi (岡 正吉)
Lồng tiếng bởi: Okuma Kenta
Quản lý cửa hàng ván trượt Dope Sketch, là nơi cả Reki và Langa làm việc bán thời gian ở đó.
Sketchy (スケッチー Sukecchī)
Lồng tiếng bởi: Sekine Arisa
Một chú cáo fennec đặc trưng của cửa hàng ván trượt Dope Sketch. Chỉ nghe lời người quản lý, Oka.
Carla (カーラ Kāra)
Lồng tiếng bởi: Motoyoshi Yukiko
Al tiên tiến yêu thích của Sakurayashiki.
Hasegawa Nanako (馳河 菜々子)
Lồng tiếng bởi: Sonozaki Mie
Mẹ của Langa.

## Phương tiện

### Anime
Vào ngày 13 tháng 9 năm 2020, có thông tin rằng Utsumi Hiroko và Bones đang thực hiện một dự án phim truyền hình anime. Các chi tiết khác đã không được tiết lộ cho đến tuần sau. Vào ngày 20 tháng 9 năm 2020, bộ anime chính thức được công bố. Utsumi là chỉ đạo, trong khi Ōkouchi Ichirō sẽ giám sát kịch bản, Chiba Michinori thiết kế các nhân vật và làm đạo diễn hoạt ảnh chính, và Takahashi Ryō thực hiện việc soạn nhạc cho anime. Bộ anime được công chiếu vào ngày 10 tháng 1 năm 2021 trên khối kênh ANiMAZiNG!!! của Asahi Broadcasting Group và kênh TV Asahi. Bài hát mở đầu là "Paradise" do Rude-α thể hiện, bài hát kết thúc là "Infinity" (イ ン フ ィ ニ テ ィ "Infiniti"?) do Yūri (優里) Thể hiện. Aniplex of America đã cấp phép cho loạt phim này ở Châu Mỹ và phát trực tuyến trên Funimation. Tại Vương quốc Anh và Ireland, anime được cấp phép bởi Manga Entertainment,  phát sóng trên Funimation. Tại Úc và New Zealand, anime được cấp phép bởi Madman Anime Group, phát sóng trên AnimeLab. Ở Đông Nam Á, anime được cấp phép bởi Muse Communication, phát sóng trên Bilibili. Anime sẽ kéo dài 12 tập.

### Manga
Một spin-off manga hài của Toriyasu, có tựa đề Sk8 Chill Out!, bắt đầu đăng trên trang web manga Young Ace Up của Kadokawa Shoten vào ngày 11 tháng 1 năm 2021. Một manga chuyển thể từ anime của Kōjima Kazuto được phát hành trên cửa hàng sách điện tử BookLive! dưới dấu ấn Nino của họ bắt đầu từ ngày 5 tháng 3 năm 2021.